# Chambre de Louis XV

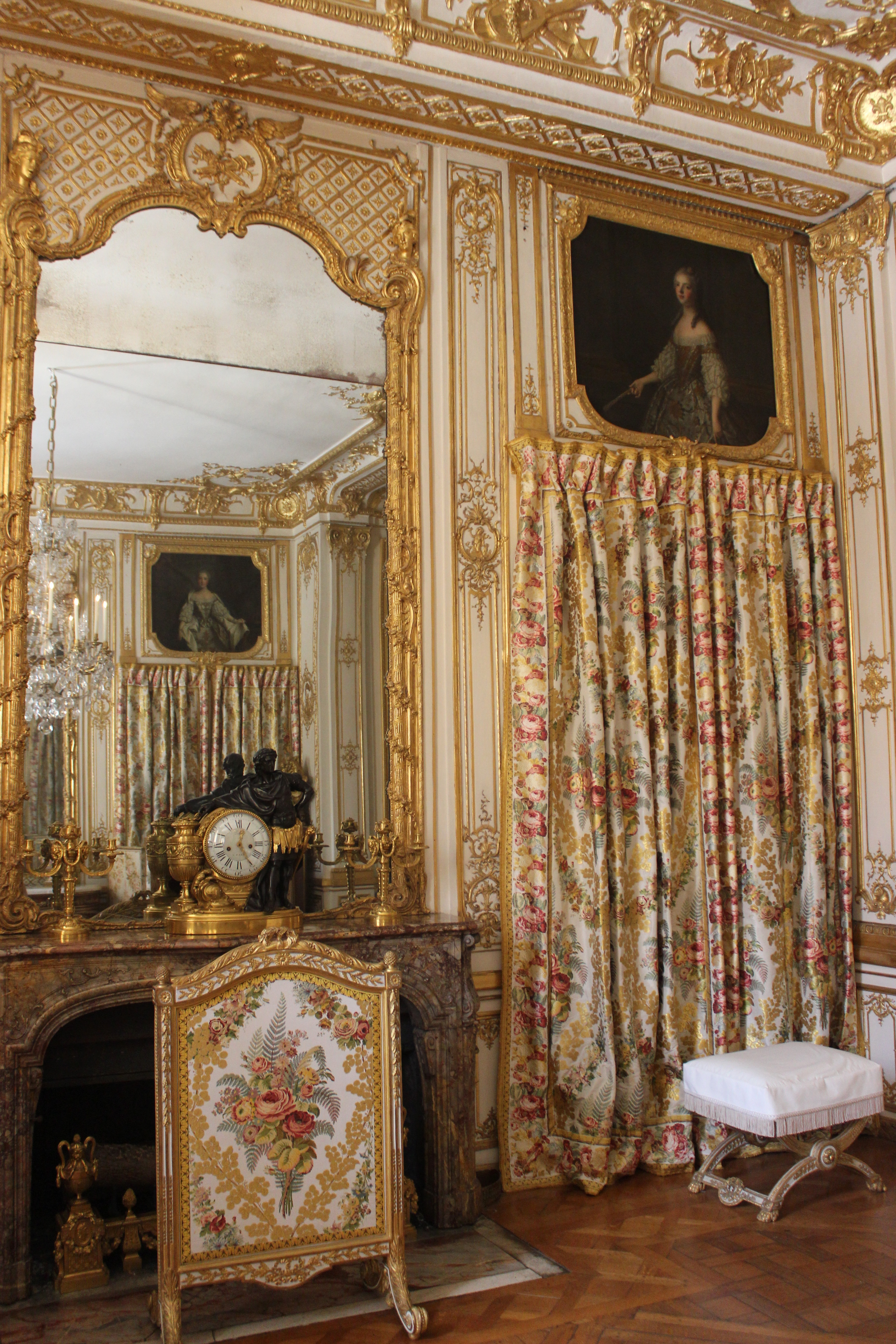
Vue de la cheminée de la chambre de Louis XV

La chambre de Louis XV est une pièce faisant partie du petit appartement du roi au château de Versailles, un château français situé dans les Yvelines, en Île-de-France. Elle fait office de chambre à coucher et est desservie à l'ouest par le cabinet du Conseil et à l'est par le cabinet de la Pendule.

## Histoire
En 1735, Louis XV demande la création d'une nouvelle chambre à coucher, plus confortable et plus facile à chauffer que celle de Louis XIV. Ce fut l'un des premiers aménagements du jeune roi au château. Celle-ci fut aménagée à l'emplacement du premier salon de l’appartement des collectionneurs de Louis XIV. Située à côté du cabinet du Conseil, elle permettait à Louis XV de pouvoir y dormir sans être trop éloigné de la grande chambre, dans laquelle s'effectuaient encore les cérémonies du lever et du coucher. Le roi mourut dans cette pièce le 10 mai 1774, atteint de la petite vérole. En 1788, Louis XVI la dota d'une nouvelle garde-robe décorée de boiseries des frères Rousseau représentant les outils du siècle des Lumières. L'accès à cette nouvelle pièce se fait par une porte dérobée, dissimulée dans la tenture de l'alcôve. 
La pièce présentait à l'origine une somptueuse commode exécutée par Antoine-Robert Gaudreaus pour Louis XV. Ornée de bronzes réalisées par Jacques Caffieri, elle est considérée comme étant un chef-d'œuvre de l'art rocaille. Livrée en avril 1739, elle est, selon l'usage, remise au duc d'Aumont à la mort du roi en 1774. En sa qualité de premier gentilhomme de la chambre, il hérite de la totalité du mobilier de la pièce. Aujourd'hui conservée à la Wallace Collection, la commode retournera pour la première fois depuis son départ au château de Versailles dans le cadre de l'exposition "Louis XV, passions d'un roi", en octobre 2022.

## Décor
Les boiseries furent exécutées par Jacques Verberckt, dont notamment les grands palmiers et les armes royales qui décorent l’alcôve. Sont placés en dessus-de-porte plusieurs portraits de femmes de l'entourage de Louis XV : ses filles, Mesdames Adélaïde et Henriette, et sa belle-fille, Marie-Josèphe de Saxe. L'écran de cheminée et les pliants qui meublent de la pièce proviennent de la chambre de Louis XVI à Compiègne. De part et d'autre de l'emplacement du lit, se trouvent deux sièges faisant partie d'un ensemble commandé pour le roi Gustave III et exécuté par Jean-Baptiste II Tillard. Sur la cheminée se trouve une pendule ayant appartenu quant à elle au frère de Louis XVI, le comte d'Artois. À la Révolution, la totalité du mobilier et du décor a été dispersée. Mais dans les années 1990, les tapisseries en gros Tours du meuble d'été de Louis XVI furent retissées et restituées. La restitution du lit à la duchesse de Louis XVI est aujourd'hui toujours en cours de réalisation. 
À la suite du legs de la commode de Gaudreaus à la mort de Louis XV, Louis XVI commande auprès de l'ébéniste Jean-Henri Riesner un nouveau meuble. Peu satisfait de ce dernier, il le fait rapidement transférer dans le cabinet intérieur du Roi. Il passe commande auprès de Riesner d'un autre meuble, d'une grande beauté et complexité. Elle fit la parure de la pièce jusqu'à la Révolution française. Elle fut ensuite vendue en 1794 avec le reste du mobilier de la chambre et passa entre les mains du duc d'Aumale, qui l'a plaça en son château de Chantilly. Elle y figure toujours aujourd'hui. De par le testament de ce dernier, il lui est impossible de regagner le château de Versailles. La commode dite "aux tourterelles" de la chambre de Louis XVI à Compiègne remplace donc le véritable meuble. Sur cette dernière sont présentés deux vases Médicis ayant appartenu à ce dernier et qui étaient placés sur la cheminée est de la chambre du Roi. 